# Museo d’arte orientale Edoardo Chiossone

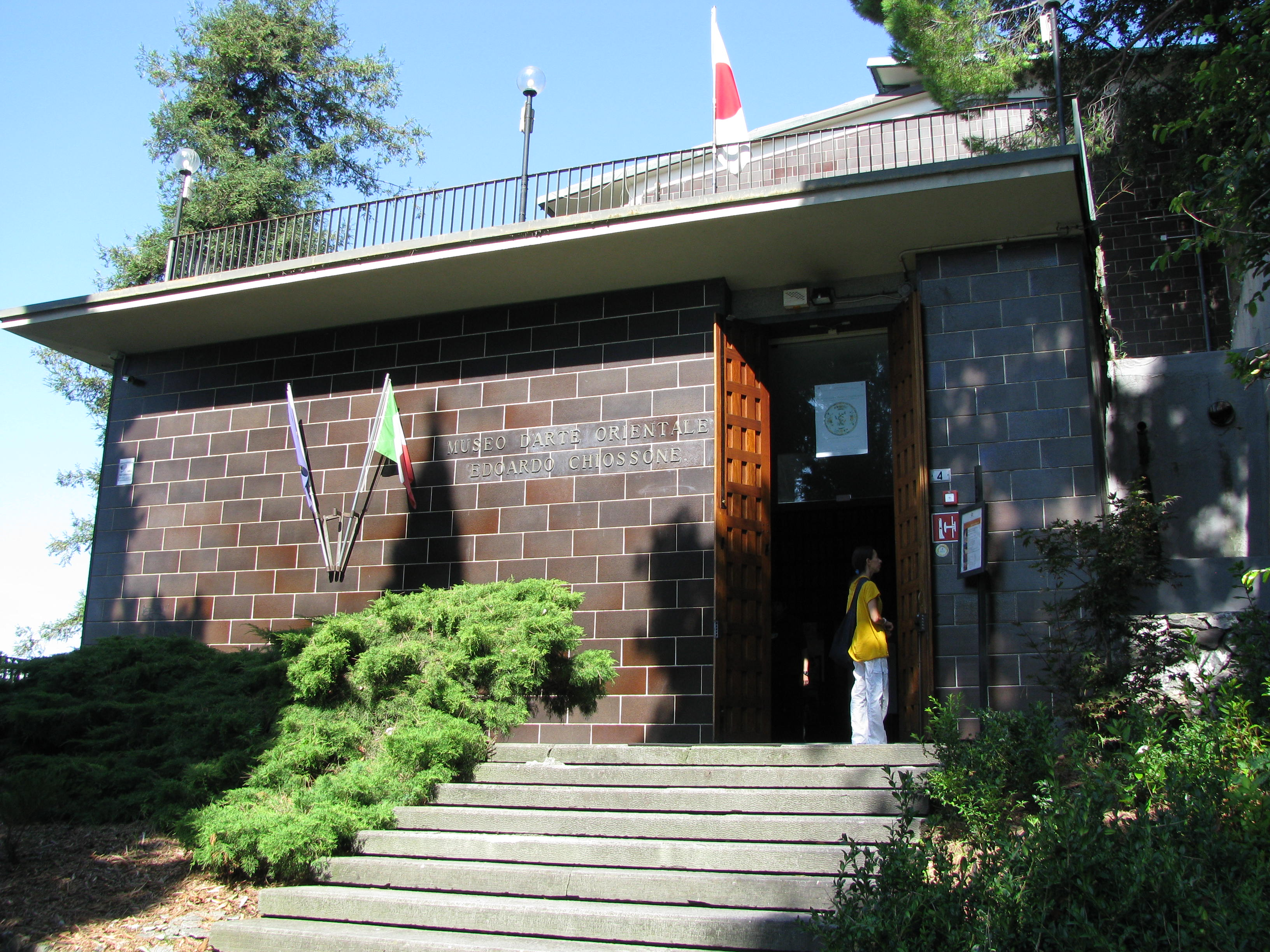
Eingang des Museo d’arte orientale Edoardo Chiossone

Das Museo d’arte orientale Edoardo Chiossone ist ein Museum für asiatische Kunst in der norditalienischen Hafenstadt Genua. Es stellt die Sammlung des Radierers Edoardo Chiossone aus, die dieser während seiner Aufenthalte in Japan während der Meiji-Epoche zusammenstellte. Diese umfasst Gemälde, Drucke, Töpferware, Waffen und Rüstungen, Theatermasken, Textilien und Statuen aus Japan, China und Thailand. Die Ausstellung befindet sich im Villetta-Di-Negro-Park.

## Geschichte
Nach dem Tod Edoardo Chissones wurde dessen Sammlung zuerst von Alfredo Luxoro im dritten Stock des Palazzo dell’Accademia Ligustica di Belle Arti als Museo d’arte orientale Edoardo Chiossone ausgestellt. Die Ausstellung wurde am 30. Oktober 1905 vom italienischen König Viktor Emanuel III. eröffnet und verblieb dort bis 1942, wo sie zum Schutz vor dem Zweiten Weltkrieg eingelagert wurde. Nach dem Krieg wurde beschlossen, der Sammlung aus städtischen Mitteln einen eigenen Museumsbau im Villetta Di Negro an Stelle der 1942 bei einem alliierten Bombardement zerstörten Villa di Negro zu errichten. Der Bau wurde von 1953 bis 1970 unter Führung des Architekten Mario Labò durchgeführt und das neue Museum am 7. Mai 1971 eröffnet.

Fotos von Paolo Monti (1967)
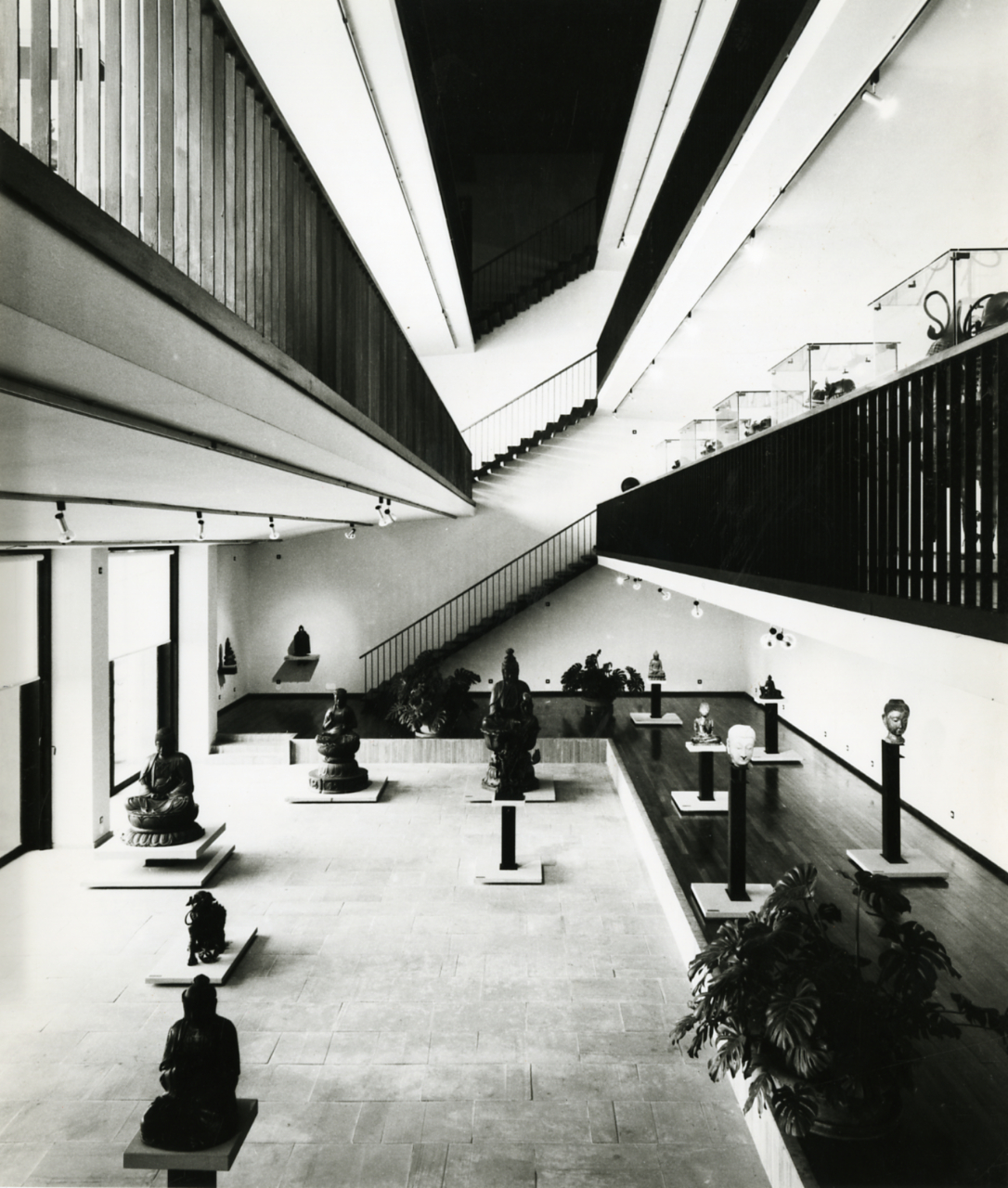
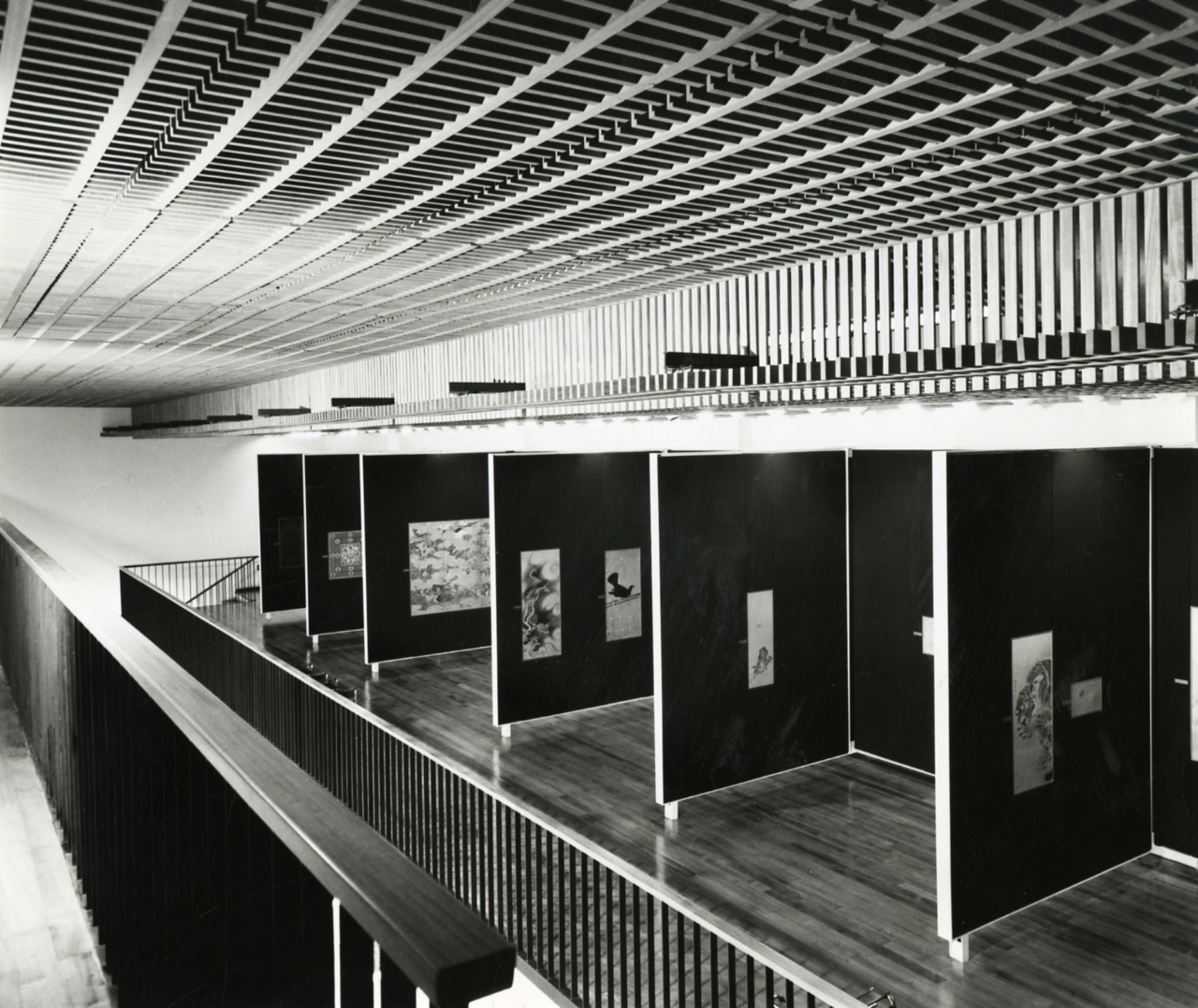
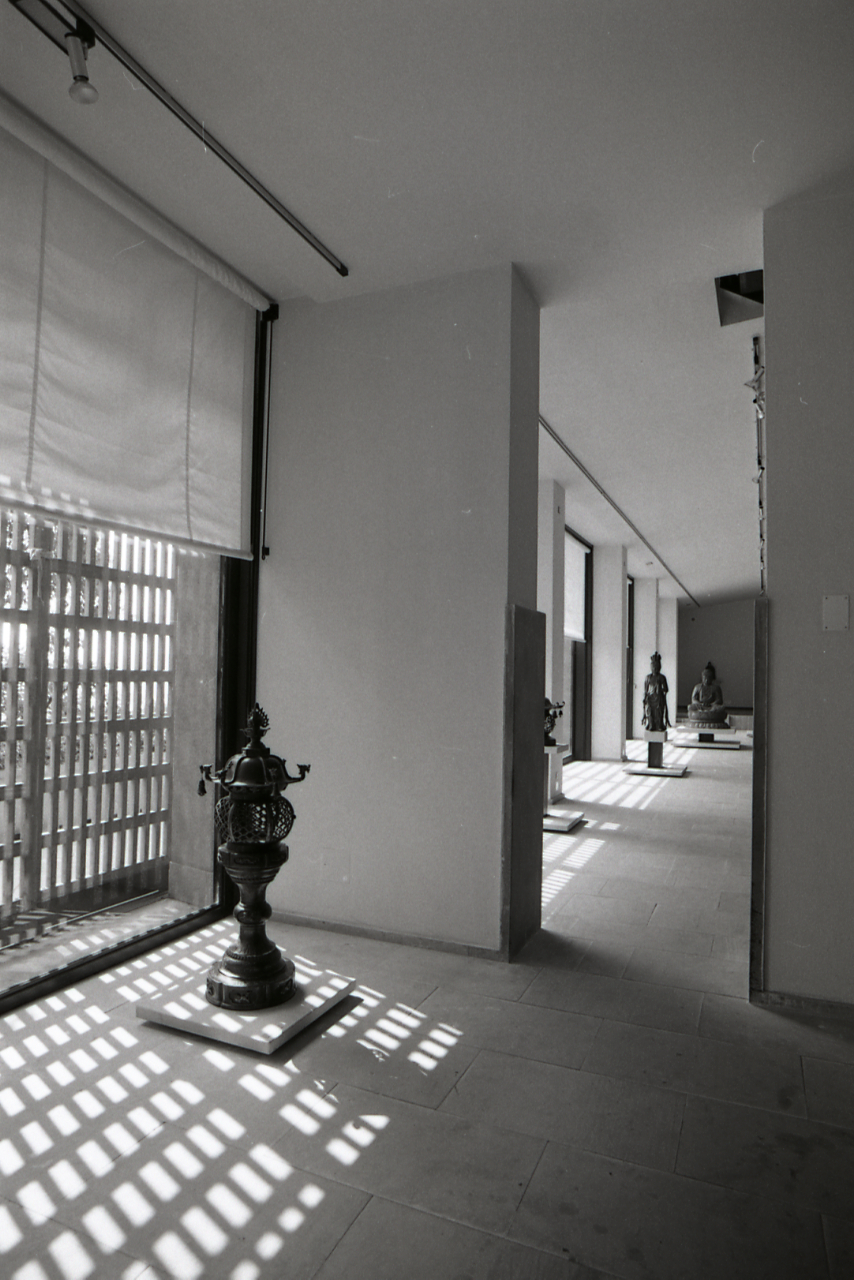